# 高齢者虐待
高齢者虐待（こうれいしゃぎゃくたい、Elder abuse）とは、家庭内や施設内での高齢者に対する虐待行為である。老人虐待（ろうじんぎゃくたい）とも称される。

## 虐待の分類
この行為では、高齢者の基本的人権を侵害・蹂躙し、心や身体に深い傷を負わせるようなもので、次のような種類がある。
- 身体的虐待

殴る、蹴る、つねるなどで、裂傷や打撲などの跡を残すことがある。本人の意に反し手足を縛る身体的拘束もある。
- 性的虐待

性的な暴力(高齢者夫婦間でのドメスティックバイオレンス-DVも含む)。
- 心理的虐待

脅迫や侮辱などの言葉による暴力、恫喝、侮蔑。
- ネグレクト（介護や世話の放棄）

生活に必要な介護の拒否、意図的な怠慢、必要な医療や食事、衣類や暖房の提供をしない、病気の放置など、生活上の不合理な制限、戸外への締め出し。
- 経済的虐待

年金・預貯金・財産を横取りされたり、不正に使用されたり、売却されること。居住型高齢者施設で施設側が入居者の親族からの仕送りを中抜きするケースも含まれる。
- その他

以上のほかに「自虐」という分類を加える研究もある。また、「家庭内」「施設内」など、場所による分類もある。

## 特徴と課題
児童虐待に比べて高齢者はメディアでの報道は少ないが、潜在的なケースはかなりの件数に上ると推定される。その背景には、子息および孫などの家族と同居している高齢者が多く、虐待する側もされる側も虐待の事実を隠す傾向が強いことが原因となっている。また慢性化した虐待の場合、当人が何も反応しなくなる事もあり、他方高齢者の肉体・精神に固有の加齢に伴う普遍的な変化もあって、露見し難い・当事者が言い逃れし易いという問題も見られる。
こうした虐待を発見するには、高齢者本人のごく自然な行為に対する極度のおびえや、立ったり座ったりという普通の日常的な生活動作での不具合、局部にかゆみのようなものを訴えるなどといったことに注意する必要があり、保健師、介護支援専門員、ホームヘルパーなどによる発見が期待されるが、発見後の虐待を行う家族への介入は非常に難しいという現状がある。
なお、2006年4月、高齢者虐待防止法が施行され、高齢者虐待防止に関する行政や国民の責務が定められた。

## 認知症と高齢者虐待
要介護高齢者が増加するにつれ、虐待も増加していると言われている。かつては医療機関や老人介護施設における認知症患者に対しての「身体拘束」などの行為が日常的に見られたが、徘徊防止と称してのベッドに縛り付ける行為が、本人の尊厳を損なうのみならず、認知症が悪化し、日常生活に支障をきたす原因となっていた。
特に軽度の認知症患者では、日常生活においては、周囲の支援によりあまり問題なく生活できる場合があるが、契約や物の貸し借りといった事を忘れてしまいがちになる事から、これを悪用して財産を巻き上げたり、虐待の事実を隠蔽するケースは後を断たない。
近年ではこれら徘徊に対する拘束が、高齢者自身の健康を損ない、また人権侵害であるという考えが広まり、拘束が行われない方向での看護方針の改善が進んでいる。一例を挙げれば、高齢者に常時位置を知らせるPHSや電波発信機を携帯してもらい、所在地を確認できる様にする等である。他方、老人看護施設では、徘徊傾向のある高齢者が施設外に出掛けるのを禁止する所もあり、一種の軟禁状態にあるという問題もあるが、近年の老人看護施設では、施設内で大抵の用事が済ませられるよう、設備拡充を図るケースも見られ、どの程度に管理するかという点を含め、様々な改良が進められている。

### 事例
しかし一方で、老人福祉施設において、日常的に虐待が行われている例も散見され、施設運営者の逮捕に至った例もある。

## 法整備による保護の状況
日本では2000年に法改正された成年後見制度により、高齢者の法的保護が図られるほか、2006年には高齢者虐待防止法が制定され、虐待の「おそれがある」と思われる段階で、地域包括支援センターへの通報できることが明示され、早期の発見と対処が図られている。